# St. Mary’s Town and Country School
Die St. Mary’s Town and Country School war eine private, nicht konfessionell gebundene und koedukative Schule im nordwestlichen Londoner Stadtbezirk London Borough of Camden. Die nach dem Zweiten Weltkrieg als Tagesschule und Internat betriebene Schule existierte zwischen den Jahren 1937 und 1982. Die Leitung der Schule lag vorrangig bei Dr. Elisabeth Paul (geborene Selver), die 1935 aus Deutschland geflüchtet war. Ihr damaliger Verlobter, Heinrich Paul, den sie im April 1937 in Hampstead heiratete, folgte ihr ein Jahr später. Beide mussten Deutschland aus politischen Gründen oder aufgrund ihrer jüdischen Abstammung verlassen, womit sich auch ihre Geschichte und die der von ihnen in England aufgebauten Schule in die Geschichte der Schulen im Exil einreiht.

## Die Vorgeschichte der Schule
Die Schule war 1932 von einer Mrs. A. Geary als St. Mary’s School gegründet worden. Über diese frühe Phase, die 1937 mit dem Verkauf an die Pauls endete ist wenig bekannt. In der British History Online heißt es dazu nur: “St. Mary's Town and Country school started in 1937 when a small school called St. Mary's was taken over in co-operation with Mrs. Ena Curry, of Dartington Hall, as a progressive educational day school.” Dabei bleibt ungesagt, mit wem Ena Curry kooperiert hat, und zudem blieb die Schule damals noch unter dem Namen St. Mary's School bestehen und arbeitete in den Folgejahren nicht als „town and country school“, sondern vorerst als koedukative Tagesschule.
Es war Elisabeth Paul, mit der Ena Curry (* 7. März 1900; † 13. Januar 1992) bei dem neuen Schulprojekt zusammenarbeitete. Sie war die Ehefrau von William (Bill) Curry (1900–1962), dem langjährigen Leiter der reformpädagogischen Dartington Hall School. Wie der Kontakt zwischen der Dartington Hall School und den Pauls zustande kam, ist nicht belegt.
Auf der von ehemaligen Schülerinnen und Schülern betreuten Webseite über die St. Mary’s School werden für das Jahr 1941 „Mrs E Paul & Mrs Curry“ noch als Direktorinnen („Principals“) geführt. Für die die Jahre 1942 bis 1945 gab es in den von den Ehemaligen zur Auswertung herangezogenen Quellen keine Einträge über die Schule, und 1946 werden dann „Henry G A Paul and Mrs Elisabeth Paul Phd“ als „Principals“ genannt. Heinrich Paul blieb bis 1956 in dieser Funktion. Danach wird dann nur noch Elisabeth Paul als Direktorin aufgeführt.
Interessant ist nun, wer die beiden Personen waren, die 1937 zusammen mit Ena Curry eine private englische Schule übernahmen. Elisabeth und Heinrich Paul, sie Jüdin, er Protestant, waren 1935 bzw. 1936 aus Deutschland emigriert und hatten die St. Mary’s School erworben. Beide stammen sie aus Darmstadt, ihre Elternhäuser befanden sich nur ca. 350 Meter voneinander entfernt im gleichen Stadtviertel, dem gründerzeitlich geprägten Johannesviertel. Laut den Darmstädter Melderegisterdaten und den Unterlagen im Archiv der Frankfurter Universität haben beide 1922 mindestens ein Semester lang in Frankfurt Neuere Philologie studiert. Spätestens seit dem Ende der 1920er Jahre dürfte dann aber eine enge Freundschaft zwischen den beiden bestanden haben, die sie zunächst nach Berlin und dann gemeinsam in die Emigration nach England geführt hat.

### Elisabeth Paul, geborene Selver
Elisabeth Pauls Leben vor ihrer Emigration ist weitgehend erforscht:
Aus der Vorgeschichte ergibt sich, dass Elisabeth Selver im Anschluss an ihre Promotion für etwa zwei Jahre an der Bergschule Hochwaldhausen und am Paedagogium in Darmstadt unterrichtet hat und von 1932 an an der Privaten Waldschule Kaliski (PriWaKi). Sie war promovierte Literaturwissenschaftlerin, verfügte aber über keine dezidierte Lehrerausbildung – im Gegensatz zu ihrem Lebenspartner und Ehemann, der als Studienassessor in Deutschland die Befähigung zum höheren Schuldienst an Gymnasien erworben hatte. Soweit man das aus den vielen Schülererinnerungen herauslesen kann, war sie an der St. Mary’s School über die gesamten Jahre hinweg die dominante Person, die das schulische Geschehen bestimmte. Beispielhaft für diese Schülererinnerungen ist die von Ernie Weiss (der bereits 1937 an die St. Mary’s School kam und nach dem Ende des Zweiten Weltkriegs an die Beltane School wechselte): „Die Schule war im Besitz und wurde geführt von Elisabeth Paul, die meiste Zeit unterstützt von ihrem Ehemann Heinz Paul.“ An anderer Stelle präzisiert er diese erste Einschätzung: „Elisabeth Paul war eine große, lebendige Frau, die unternehmend, imponierend und durchsetzungsfähig war. Unter ihrem übermächtigen Macho-Image fühlte ich, dass es etwas Wärme und Empathie gab, die sie die meiste Zeit verborgen hielt. Sie war Sprachwissenschaftlerin und sprach fließend Englisch, Französisch und Deutsch. Heinz Paul (wir nannten ihn ‚Higgy‘ – warum, ist mir entfallen) unterstützte seine Frau vor allem hinter den Kulissen, und vielleicht war das eine Meisterleistung. Ich erinnere mich nicht, dass er tatsächlich unterrichtet hätte, möglicherweise war er nicht qualifiziert dafür. Er stellte sich weitgehend als allgemeines Faktotum dar.“ Und über die Zeit einige Jahre später, während des Krieges, als Heinrich Paul eine Funktion im örtlichen Zivilschutz übernommen hatte, erinnert sich Weiss: „Wir alle wussten, dass Frau Paul die Hauptrolle in ihrer Partnerschaft spielte und sie tatsächlich die Schule leitete; wir fühlten, dass sie sehr glücklich war, ihn mit einigen wichtigen gemeinnützigen Diensten beschäftigt zu sehen.“
Ernie Weiss erinnert sich weiter: Das Ehepaar Paul war kinderlos, aber: „Die Pauls waren Pflegeeltern oder Vormünder für einen jungen Erwachsenen von unterdurchschnittlicher Intelligenz, Michael. Er war ein großer starker Kerl und doch sehr freundlich. Seine einzige Leidenschaft im Leben war die Kino-Orgel, die er die meiste Zeit zu spielen vorgab. Es war ihm verboten, die Klaviere zu benutzen, da er zu plump damit umging, aber er summte und hämmerte, wo immer er konnte, meistens an der sonderlichen Fensterbank, mit großem Eifer und Energie – aber ohne Finesse.“
Zum familiären Umfeld zählte auch Elisabeth Pauls Mutter, Amalie Selver (* 27. August 1867 in Nürnberg – † 17. Mai 1948 in Rugby). Der Darmstädter Rabbinerwitwe war es im Jahre 1938 ebenfalls gelungen, das nationalsozialistische Deutschland zu verlassen und in England eine neue Heimat zu finden. Ihre Ausreise muss zwischen März und Oktober 1938 erfolgt sein, wie es sich aus dem Schriftwechsel zwischen dem Verwalter des unter staatliche Bevormundung stehenden Vermögens von Amalie und Elisabeth Selver ergibt. Dieser Verwalter teilte der „Devisenstelle beim Oberfinanzpräsidenten Berlin“ am 3. Oktober 1938 mit, „dass auch die Mutter devisenrechtlich Ausländerin geworden ist, weil sie ihren Wohnsitz ebenfalls nach England verlegt hat, bzw. von einer Besuchsreise nach England zu ihrer Tochter nicht wieder zurückkehren wird.“
Trotz ihres Alters unterstützte Amalie Selver noch den Schulbetrieb ihrer Tochter, wie sich Priscilla Wilder, eine frühe Schülerin im Oktober 2003 erinnerte: „Da gab es Madame Selva oder war es Silva? Eine zierliche aber kraftvolle Frau und Elisabeth Pauls Mutter. Sie trug ein Gürtelgehänge (chatelaine), und viele Schlüssel baumelten von ihrer Taille. Sie war die Herrin über die Lebensmittel und verfügte über die Schlüssel zum Lagerraum. Sie lernte nie mehr als ein paar englische Wörter, was uns zwang, Deutsch mit ihr zu sprechen. Sie kommunizierte mit Harry (dem Koch und ehemaligen Pferdepfleger und Reitknecht) über Gesten und einzelne ausdrucksstarke Worte, entweder deutschen oder englischen.“
In den Erinnerungen der Schülerinnen und Schüler, die sich auf alle Phasen der Schulentwicklung zwischen der Vorkriegszeit und den späten 1970er Jahren erstrecken, spielt Elisabeth Paul eine deutlich größere Rolle als ihr Mann. Priscilla Wilder erinnert sich: „Elisabeth Paul, unsere Direktorin hatte einen enormen Einfluss auf mich. Meine Liebe zur Sprache und eine gewisse Lebensfreude erfüllte mich mit der Sehnsucht, Teil dieses europäischen Erbes zu sein, das so von Kultur, persönlicher Kultiviertheit und Vornehmheit geprägt war. Elisabeth gab mir mein erstes Paar hochhackiger Schuhe, die ich trug, als ich meine Examen an der Malvern School für Mädchen ablegte. Sie wurden mir weggenommen, sobald ich zurückkam, und ich sah sie nie wieder. Als Lehrerin und Freundin, ermutigte mich Elisabeth immer wieder, und wann immer ich nach England zurückging, ging ich zu ihr in das Chiltern-Hills-Altersheim. Sie war eine sehr helle und leidenschaftliche Frau, die ihre Lieblinge bevorzugte, aber ich war glücklich, eine von ihnen zu sein.“
Natalie Muzlish, geborene Besser, die von 1953 bis 1961 die St. Mary’s School besuchte, erinnerte sich dagegen 2002 weniger begeistert: „Frau Paul war Linguistin und sprach fließend Französisch und Deutsch. Sie war eine furchteinflößende (forbidding) Person, die alle zu überragen schien. Sie glaubte immer daran, im Einverständnis mit den Eltern zu handeln bei den bei jeder Gelegenheit – und unter Umständen zum Schaden des Kindes – erfolgenden Bestrafungen und Disziplinierungen der Schüler. Nach über 40 Jahren seit dem Verlassen der Schule im Jahre 1961 kann ich jetzt zurückblicken und das größere Bild sehen.“
Max Weiner, um 1967 herum Schüler der St. Mary’s School, meint sogar: „Ich erinnere mich an Frau Paul, und ja, sie war exzentrisch in ihrem Verhalten, ungeachtet dessen, dass sie sehr elegant war, eine deutsche Lady Bracknell, so denke ich an sie. Herr Paul schwebte immer über allem.“ Lady Bracknell ist eine Figur aus Oscar Wildes Stück The Importance of Being Earnest. In einer Analyse des Stücks heißt es über sie: „Lady Bracknell ist in erster Linie ein Symbol des viktorianischen Ernstes und des Unglücks, das er hervorgebracht hat. Sie ist mächtig, arrogant, rücksichtslos bis extrem, konservativ und ordentlich. In vieler Hinsicht repräsentiert sie Wildes negative Meinung über die viktorianische Oberschicht, deren konservative und repressive Werte und Macht.“
Harry Trigg, der 1959 mit seiner Schwester an die Schule kam, erinnerte sich 2010: „Mein Vater, meine Schwester und ich wurden von Frau Paul in ihrem Büro befragt. Hätte ich das Wort exzentrisch in diesem zarten Alter gekannt, hätte ich es auf sie angewendet, so, wie es so viele vor mir getan haben. Lillian und ich wurden aus ihrem Büro geleitet, um Puzzletests zu machen, während sie und unser Vater unsere pädagogischen Bedürfnisse besprachen. Es scheint, dass wir von jemandem mit einem psychiatrischen Hintergrund befragt wurden. Als es uns erlaubt wurde, den ‚Elfenbeinturm‘ wieder zu betreten, schienen sie und unser Vater zu einer Art Vereinbarung gekommen zu sein. Frau Paul trug einen Pelzmantel, die Heizung im Büro war voll aufgedreht, und sie hatte das Fenster weit geöffnet. Sie schüttelte die Vorderseite ihres Mantels, um auszudrücken, wie heiß und stickig es da drin war. Sie teilte mir mit, dass ich als Kanadier lange Hosen tragen durfte. Das war Teil der Verhandlung, wie mich mein Vater später informierte.“
Es wird später deutlich werden, dass sich Elisabeth Pauls Exzentrik mit zunehmendem Alter eher noch gesteigert hat und mit ein Grund war für das unrühmliche Ende der St. Mary’s School.

### Heinrich Gustav Adolf Paul
Wie schon bei Elisabeth Paul ist auch bei Heinrich Paul dessen Lebensweg bis zur gemeinsamen Emigration in den wichtigsten Zügen nachvollziehbar.
Dokumente, die sein Leben in England hervortreten lassen, gibt es nicht, und aus den vielen Erinnerungen ehemaliger Schülerinnen und Schüler der St. Mary’s School lässt sich immer wieder herauslesen, dass er an der Schule stets im Schatten seiner Frau stand, und das, obwohl er der ausgebildete Pädagoge war und man von ihm die reformpädagogischen Ansätze hätte erwarten können. Die Ursachen hierfür konnten die ehemaligen Schülerinnen und Schüler damals nicht erkennen, sie erschließen sich erst aus Akten über die von Heinrich Paul beantragte Entschädigung nach dem Gesetzes über die Entschädigung der Opfer des Nationalsozialismus (dazu mehr im Hauptartikel „Heinrich Paul“).

#### Erinnerungen an Heinrich Paul
In den Schülererinnerungen überwiegen die ironischen Blicke auf ihn: „Heinz Gustav Adolf Paul (‚Henry‘ oder ‚Higgy‘) – nichts liebte er mehr, als im Ballsaal für sich selber Klavier zu spielen oder in seinem Sportwagen mit dem Hund ‚Monty‘ wegzufahren. Ich glaube, er war in Wirklichkeit ein Komponist, der manchmal Deutsch unterrichtete und Schulberichte abzeichnete.“ Eine wenig schmeichelhafte Erinnerung steuert Gay Marks aus den Jahren 1947–1948 bei: „Ein Schrumpeliger (wizened) Herr Paul erzählte uns griechische Mythen mit einem dicken deutschen Akzent und trug ein schwarzes Barett.“ Etwas erfreulicher klingt es dagegen in den Erinnerungen von Harry Trigg, bezogen auf die Jahre 1966/1967: „Da waren die Gerüche von wilden Blumen in der Luft, Kaminfeuer und das Geschichtenerzählen mit Herrn Paul in der Nacht außerhalb des Haupthauses, das Freilufttheater; es war nur ein anderes Gefühl.“
Darauf, dass Heinrich Paul sich während des Krieges im Zivilschutz engagierte, wurde oben schon hingewiesen. Doch auch dies wird von den Ehemaligen eher mit ironischer Distanz beurteilt: „Er sah ganz ähnlich aus wie Feldmarschall Montgomery, als er seine Uniform und das Barett trug und war sehr stolz auf diese Ähnlichkeit.“ Und auch eine vermeintliche Heldentat, die sich um 1940 während der Evakuierung der Schule an die Küste abspielte, entpuppte sich schnell als Lachnummer: „Bei einer anderen Gelegenheit wurden wir alle an die Rückseite des Hauses geleitet, als einer von uns etwas bemerkte, was wie eine Mine aussah, die in den Wellen schwimmt. Sehr mutig kroch Herr Paul nach Indianerart auf den Wasserrand, um zu untersuchen, was los war, um schließlich etwas scheu (und nass) mit einer großen Medizinball-Blase (doppelt so groß wie ein Fußball) zurückzukehren!“
Im Sommer 1961 besuchte Karl Rothamel für ein halbes Jahr die St. Mary’s School. Er war der Sohn von Ludwig Rothamel, einem engen Schulfreund von Heinrich Paul aus der gemeinsamen Darmstädter Schulzeit. 2010 erinnerte er sich: „Heinz erzählte mir einmal, als ich während der Woche mit ihm in der Eaton Avenue 38 war, er sei während des Krieges ein Kriegsgefangener gewesen. Es war ein gutes Lager, es gab allerhand Unterrichtsstunden und eine Theatergruppe. Ich vermute, mit all den Deutschen dort konnte er die Aussprache der englischen Sprache erst nach dem Verlassen des Lagers erlernen.“ Heinrich Paul war jedoch kein Kriegsgefangener, sondern ein als Enemy Alien Internierter. Für den Zeitraum 1939-1942 wird er in englischen Archiven den „German Internees Released in UK“ zugeordnet, was bedeutet, dass er nach dem Ende der Internierung in Großbritannien verbleiben durfte. In welchem Lager er sich befand, ergibt sich daraus nicht, doch war es durchaus üblich, dass in den britischen Internierungslagern sowohl deutsche Flüchtlinge als auch Kriegsgefangene gemeinsam untergebracht wurden. Seine Frau war zwar auch als Internierte registriert, doch hatte sie den Status eines „Internees at liberty“, was bedeutet, dass sie nicht in ein Lager musste.
Wie Rothamels Besuch in England zustande kam, und über einige Nachkriegsgewohnheiten der Pauls zeigt das nachfolgende Zitat Rothamels: „Während der Sommerferien besuchte Elisabeth Paul regelmäßig die Insel Ischia in Italien, und Heinz (Heinrich) Paul kam nach Darmstadt, um seine Schwester zu besuchen. Bei einem der Besuche bei meinem Vater lud Heinz mich zum Besuch der St. Mary's Town und Country School ein, um dort die englische Sprache zu lernen. Vage erinnere ich mich daran, dass die Familie von Heinz' Schwester ein Haus gebaut hatte und er etwas Geld gab, um darin ein Zimmer zu haben. Ich bin nie dort gewesen und habe keine Adresse.“ In einem Gutachten vom 4. November 1965, das sich in der Entschädigungsakte von Heinz Paul befindet, wird auf zwei Schwestern von ihm hingewiesen, die zu dem Zeitpunkt 60 und 49 Jahre alt gewesen sein sollen.
Wenn das vorangegangene Zitat von Karl Rothamel den Eindruck erweckt, nur Heinz Paul habe nach dem Krieg noch Kontakte nach Darmstadt unterhalten, so ist das nicht zutreffend. Elisabeth Paul hat sich nach dem Krieg erfolgreich um die Rückübertragung ihres Elternhauses in der Darmstädter Landwehrstraße eingesetzt, das von den Nazis erst beschlagnahmt und dann enteignet worden war. In dem Zusammenhang weilte sie mindestens einmal noch in ihrer Geburtsstadt. Aus einer Urkunde des für sie tätigen Rechtsanwalts und Notars Dr. Otto Kattler geht hervor, dass sich Elisabeth Selver am 11. September 1953 in Darmstadt aufgehalten und in der Hobrechtstr. 30 gewohnt hat. Bei wem, ist nicht bekannt, doch hat sie sich in dem Wiedergutmachungsverfahren und beim späteren Verkauf des Hauses wiederholt von anderen Darmstädterinnen und Darmstädtern vertreten lassen, unter anderem auch von Elisabeth Noack, einer ehemaligen Schulkameradin an der Viktoriaschule. Elisabeth Noack hat auch mehrfach zu Gunsten von Elisabeth Paul Erklärungen in deren Entschädigungsverfahren abgegeben.

## Das pädagogische Konzept derSt. Mary’s School
Heinrich Pauls Erfahrungen als Lehrer am Landerziehungsheim Schule Marienau sowie die anfängliche Kooperation mit der Dartington Hall School (siehe oben) legen natürlich die Vermutung nahe, dass reformpädagogischen Ansätze für das pädagogische Konzept der St. Mary’s School prägend waren. Die Schule war aber nie, sieht man von den Jahren der Evakuierung aus London während des Zweiten Weltkriegs einmal ab, ein klassisches Landerziehungsheim, sondern immer eine Londoner Stadtschule, die sich nach dem Zweiten Weltkrieg erst den Namenszusatz „Town & Country“ zulegte und das Country immer nur als Ergänzung, nie aber als ausschließliche schulische Basis verstand. „Country House Hedgerley Wood […] is a week-end house for the boarders; day children can join by arrangement. During the course of the year most junior forms spend one or two weeks at the Country House doing field project work in addition to the normal curriculum.“ Damit verweist der Begriff „Country“ im Namen der Schule eher auf eine Schule mit angeschlossenem Schullandheim, aber weniger auf ein klassisches Landerziehungsheim. In Elisabeth Pauls ausführlicher Darstellung der pädagogischen Grundzüge ihrer Schule wird „Hedgerley Wood“, der Landsitz der Schule, kaum länger abgehandelt als in dem zuvor zitierten Schulprospekt.

### Allgemeine Grundlagen
In diesem Schulkonzept von 1962 wird zunächst beinahe präambelhaft das Bildungsziel der Schule postuliert:

„Unser Ziel ist es, dem Kind die Allgemeinbildung eines gestaltenden Charakters zu vermitteln, kombiniert mit einer fundierten intellektuellen Ausbildung und spezialisiertem Wissen zur Vorbereitung auf seine künftige Karriere. Um den einseitigen Intellektualismus zu vermeiden, wird das Kind ermutigt, seinen gesunden Menschenverstand zu benutzen, für sich selbst zu denken und auf sein eigenes Urteil zu vertrauen; so wird sein Wissen dem Leben verbunden sein.
Wahre Harmonie und innere Sicherheit, unsere ultimativen Erziehungsziele, können jedoch nur dadurch erreicht werden, dass dem Kind geholfen wird, einen angemessenen Ausdruck für die kreativen und spirituellen Kräfte in ihm zu finden.“

Das klingt nach dem klassischen Topos der Reformpädagogik, dem Gebot einer vom Kinde ausgehenden Pädagogik. Elisabeth Paul greift zur Konkretisierung ihres Ansatzes aber nicht auf die reformpädagogischen Klassiker zurück, sondern auf Frederick Matthias Alexander und die von ihm begründete Alexander-Technik. Dieser auf die Untrennbarkeit aller geistigen, seelischen und körperlichen Prozesse abzielenden Methode stellt sie, ohne die Bedeutung der klassischen Schulfächer in Frage zu relativieren, die von Franz Cizek konzipierte Kunstpädagogik als weiteren konzeptionellen Baustein zur Seite. Stolz verweist sie darauf, dass für viele Jahre der Kunstunterricht in den Händen von Lehrern gelegen habe, die von Cizek selber ausgebildet worden seien. (Paul (1962), S. 137) Die Ermutigung der kindlichen Kreativität, die sich in einem fördernden, von Enthusiasmus getragenen Milieu entfalten könne, erfährt auch bei Elisabeth Paul eine hohe Wertschätzung.
Priscilla Wilder, eine Schülerin aus den ersten Jahren der Schule erinnerte sich 2003: „The students were primarily the children of artists (musicians, writers, film producers, actors, etc).“ Man könnte vermuten, dass die zuvor angeführten konzeptionell-pädagogischen Schwerpunkte Künstler-Eltern bewogen haben könnten, ihre Kinder auf die St. Mary's School zu schicken. Ein weiteres Zitat von Priscilla Wilder legt allerdings nahe, dass der Prozess umgekehrt verlaufen ist, ein bestimmtes Elternklientel also die Weiterentwicklung des pädagogischen Konzepts bewirkt hat, denn, so Wilders, die Schule war in der Anfangszeit akademischer orientiert als während des Krieges. Wilders steuert noch einen weiteren interessanten Aspekt aus der Frühzeit der Schule bei. Sie erinnert sich, dass die Pauls immer noch mit einer Schule in Berlin in Verbindung gestanden und das Ziel verfolgt hätten, die Kinder beider Schulen jeweils für ein Jahr zwischen den Schulen auszutauschen. Wie realistisch das vor dem Hintergrund der politischen Situation in Deutschland gewesen sein mag, muss dahingestellt bleiben. Es gibt leider außer Wilders Erinnerungen keine weiteren Belege für ein derartiges Projekt.

### Koedukation
Ein ganz zentrale Rolle in Pauls Konzept nimmt die Koedukation ein: „Wir glauben an die Koedukation wegen und nicht trotz der rasch zunehmenden frühreifen Sexbeziehungen der jüngeren Generation.“ (Paul (1962), S. 137) Koedukation ist für Paul die Grundlage einer vernünftigen Sexualerziehung, aber ihr Ansatz geht, unter Berufung auf Goethe, darüber hinaus:

„Jungen und Mädchen sollten zusammen in einer Atmosphäre aufwachsen, die ihnen zu erkennen gibt, dass sie sich nicht ausschließlich zu Männern oder Frauen entwickeln. ‚Der reife und voll entwickelte Erwachsene ist nicht ein Mann oder eine Frau, sondern beides‘ (Goethe). Männliche oder weibliche Qualitäten können bei einem Erwachsenen vorherrschen, aber niemals ausschließlich.“

Was auf den ersten Blick wie nach Simone de Beauvoir und deren Buch Das andere Geschlecht klingt („Man ist nicht als Frau geboren, man wird es.“), wird im Anschluss daran aber doch wieder durch Geschlechterstereotypen konterkariert: „Der weibliche intuitive, irrationale, phantasievolle und kreative Lebensansatz kann in Harmonie mit dem männlichen Beitrag des logischen und faktischen Denkens in Jungen und Mädchen entwickelt werden.“ Dieser „komplementären Potentiale“ sollen sich die Jugendlichen bewusst werden, wodurch dann der vorherrschende Drang zum Sexspiel als Freizeitaktivität und der Drang zu frühen Sexualerfahrungen ohne persönliches Engagement seiner Notwendigkeit beraubt würde. Das hilft auch Eltern und Lehrern, denen so ihre eigenen Ängste und Unsicherheiten im Umgang mit den Jugendlichen genommen werden können, denn: „Ein Jugendlicher, der daran gewöhnt ist, die männlichen und weiblichen Bestandteile seines reifenden Lebens in Harmonie zu entwickeln, wird immun gegen moderne Sexgewohnheiten und Fehlentwicklungen sein, die so oft die Tragödie der Besten in unserer Zeit sind.“ (Paul (1962), S. 137–138) Koedukation wird zur Gefahrenabwehr instrumentalisiert.

### Disziplin
Von einer so verstandenen Koedukation ist der Weg zur Disziplin nicht weit, und auch hier müssen erst deren vermeintliche Dichotomien bemüht werden, bevor das eigene Konzept entwickelt wird. „Erkennend, wie gefährlich sowohl die starre Disziplin als auch die chaotische Freiheit sind, und dass die wahre Disziplin nicht statisch ist, sondern spontan neue Verhaltensmuster entwickelt, versuchen wir, eine Disziplin zu entwickeln, die nicht durch einen vorgeschriebenen Code oder Satz von Regeln aufgezwungen wird.“ Schülerselbstverwaltung ist eine Möglichkeit dazu, neue Verhaltensmuster einzuüben und Einsichten zu gewinnen, die zu neuen Formen freiwilliger Disziplin führen sollen. „Freiwillige Disziplin dieser Art ist oft ein Produkt eines Gruppenprozesses, der den unermesslichen Schatz des guten Willens, das Gefühl für Gerechtigkeit und das Gefühl für natürliche Proportion in einem Kind offenbart.“ (Paul (1962), S. 138) Diese Gruppenprozesse werden im Schulprospekt von 1964 in ihrer Bedeutung für die Entwicklung der Kinder auf eine Stufe gestellt mit der religiösen und der künstlerischen Erziehung:

„Nicht unähnlich der Religion und der Kunst, durchdringt ein kreativer Gruppengeist das Gemüt und schenkt Frieden; eine kontinuierliche Erweiterung des Bewusstseins gibt dem Individuum neue Möglichkeiten zum Verstehen des bis dahin Unbekannten. Dies ist nachhaltig und gesundheitsfördernd, es verwandelt Lehrer und Lernenden gleichermaßen. Befreit von persönlichen Faktoren, wenn autoritäre Belastung und Konkurrenzdruck wegfallen, kommen die Fähigkeiten des Lehrers und die individuelle Fähigkeit des Lernenden voll zum Zuge, während alle Gruppenmitglieder kreativ vereint mit der Aufgabe sind. Als Ergebnis genießen die Kinder Lernen als sinnvolle und bereichernde intellektuelle Disziplin. Angespornt durch eine neue Sensibilität für moralische Werte werden sie Schulregeln akzeptieren, richtiges Verhalten als integralen Bestandteil menschlicher Beziehungen steuern. So entwickeln sich Kinder schließlich zu Individuen, die in der Lage sind, vitale Entscheidungen zu treffen und mit Konzentration und Kontrolle zu handeln.“

### Überkonfessionalität
Neben der Koedukation ist Überkonfessionalität ein weiteres Markenzeichen der St. Mary’s School. Paul spricht sich gegen einen Religionsunterricht aus, der sich als religiöse Unterweisung versteht, und plädiert an dessen Stelle für die Vermittlung spiritueller Werte, die alle Lebensbereiche durchziehen. Ganz bewusst beruft sie sich dabei auf ein Zitat von Carl Gustav Jung, nachdem das Bewusste nur ein Teil des Spirituellen sei und daher niemals der spirituellen Vollkommenheit fähig; dafür sei die unbegrenzte Erweiterung des Unbewussten erforderlich. (Paul (1962), S. 138)

Der Ort, an dem die Bewusstmachung der spirituellen Werte erfolgen soll, ist die Morgenversammlung. 

„Die Lesungen während der Morgenversammlung erfolgen aus den ausgewählten Texten der großen Religionen sowie aus denen verschiedener philosophischer Traditionen, auch aus Geschichten und Legenden. Ihre Interpretation während der kurzen Gespräche, die folgen, sollen die Wahrheit ausdrücken, dass alle Religionen eins sind und dass trotz ihrer verschiedenen Manifestationen ihre Werte sinnvoll sind, wenn sie nicht bindend sind. Die Kinder folgen diesen Gesprächen und Lesungen mit einer immer stärkeren Ernsthaftigkeit, und wir glauben, dass die so entstandene Atmosphäre in ihrer eigenen kreativen Arbeit reflektiert wird.“

Einen Eindruck von den Morgenversammlungen vermittelt die Erinnerung von Michael Noble Jackson, 1934 geboren und ab Mitte 1946 Schüler an der St. Mary’s School: „Die Schulversammlung in der St. Mary's war ganz anders als eine normale, schon wegen der Zahl der Schüler, die verschiedene Religionen praktizierten, obwohl das Christentum und das Judentum in der Mehrheit waren. Die Versammlung begann mit klassischer Musik, gefolgt von einer thematischen Ansprache von Frau Paul oder dem hochrangigsten Mitglied des Lehrpersonals, und endete mit den Schulankündigungen, nach denen Lehrer und Schüler mit dem Unterricht begannen.“ In vielen Schülererinnerungen ist trotz der propagierten Überkonfessionalität dennoch meist von Bibelstunden die Rede. Verstanden sie das Konzept nicht, oder kam es nur schlecht bei ihnen an? Andy Crown erinnerte sich 2009 an die Vermittlung der spirituellen Werte im Schuljahr 1969–1970: „Mrs. Paul lehrte uns die Bibel oder Religion, oder was auch immer es war, und sie erwartete von uns sehr stoische Versunkenheit. Leider war es die Dämmerung einer Ära, und wir erreichten gerade ein Alter, das gerade die Hinterfragung solch dogmatischer Ansätze erforderte. Diese Klassen waren nicht immer angenehm.“ Phoebe Joseph, ein Kind aus Wien, das 1938 an die Schule gekommen war, sieht es dagegen auch 2008 noch deutlich positiver: „Wir hatten Bibelunterricht, und ich interessierte mich sehr dafür. Das erste Mal hörte ich solche Geschichten. Ich glaube, ich hörte gern etwas über Jesus, weil ich mich von den Eltern und den Älteren etwas verlassen und ignoriert fühlte.“

### Freies Schreiben
Im Juli 1956 gab die Schule eine kleine Broschüre („An Anthology“) heraus, die Gedichte und Geschichten enthielt, die seit 1940 von Schülerinnen und Schülern der Schule verfasst worden war. Den Ausgangspunkt beschreiben Elisabeth Paul und Jon Silkin in ihrem Vorwort:

„Im Jahre 1940 wurden die Kinder dieser Schule nach Yarkhill Court in der Nähe von Hereford evakuiert. Dort genossen sie die Sicherheit und die Schönheit der Landschaft, wurden aber zugleich von Angst geplagt. Die meisten ihrer Väter kämpften. Ihre Mütter ertrugen die Schlacht um London. Die Kinder wurden ermutigt, Kriegsgedichte zu schreiben, weil gehofft wurde, dass dies ihnen helfen würde mit ihren Ängsten umzugehen, die sich in aggressiven Kriegsspielen ausgedrückt hatten. So entstand eine Poesie-Gruppe, bestehend aus Jungen und Mädchen im Alter von 8 bis I4, die gemeinsam Gedichte lasen und schrieben.“

Das war der Ursprung dessen, was Elisabeth Paul auch 1962 noch als „free writing“ fest in ihr Konzept integriert hat. Phantasievolles Schreiben ist für Paul eine natürliche Gabe der Kindheit, ein von innen kommender Antrieb, der methodisch sinnvoll eingesetzt, zu einem wichtigen Faktor bei der Beherrschung von Fähigkeiten und Wissen werden kann. Gerade in der Junior School, den Eingangsklassen der Schule, vermittele eine spontane Tätigkeit wie das freie Schreiben den Kindern ebenso viel Freude, Freiheit und Zufriedenheit wie das Spielen. Sich auf Friedrich Fröbel beziehend, ist für sie das freie Schreiben in diesem Alter „nicht trivial, sondern sehr ernst und von tiefer Bedeutung“. (Paul (1962), S. 139)
Das freie Schreiben ist eine Erweiterung von Franz Cizeks Child-Art-Konzept, das eher die Bedeutung des kindlichen Malens betonte. 1956 wie auch 1962 ist dieses Konzept für Elisabeth Paul die Basis der pädagogischen Arbeit an der St. Mary’s School:

„Vor über 50 Jahren entdeckte der Maler Cizek die Kinderkunst und öffnete die Tür für einen neuen Bildungsansatz, der nicht nur den Geist trainierte, sondern auch die großen und bislang weitgehend ignorierten Kräfte des Unbewussten berücksichtigte. Die schöpferische Kraft, die Unschuld und die ahnungslose Tiefgründigkeit, die man in diesen Gedichten und Geschichten finden kann, sind möglicherweise das Ergebnis einer Erziehung, die es nicht mehr erlaubt, dass diese tieferen Kräfte eingeschränkt werden durch die Einseitigkeit des Bewusstseins der Erwachsenen.“

### Die Rolle der Lehrer
Kinder, die zur Entfaltung ihrer inneren Kräfte erzogen wurden, die in der Lage sind, ihre eigenen Gefühle und Gedanken, ihre Erfahrung und ihr Wissen auszudrücken, werden immun gegen unangemessenen Druck von außen und können entspannt den nächsten Schritt ihrer schulischen Karriere angehen, wo dann aber trotzdem andere Anforderungen auf sie warten: „Mit der für die akademische Arbeit notwendigen Spezialisierung setzt sich eine neue Differenzierung ein: Das logische Denken muss systematisch entwickelt und ein wesentlicher Faktor für den Lernprozess der Senior School werden.“ (Paul (1962), S. 140)
Damit der gelingt, müssen auch die Lehrer in der Lage sein, diesen Kindern adäquate Unterrichtsbegleiter zu sein – vor allem dann, wenn in der Zeit der Pubertät weitere Probleme hinzukommen, die den schulischen Lernprozess beeinträchtigen können. Paul betont sehr stark die Rolle der Lehrerpersönlichkeit, der sie mehr Bedeutung zumisst als den Unterrichtsthemen und -techniken. Der Lehrer müsse von dem intellektuell ausgebildeten Fachmann, der die gewohnten Ausbildungsmethoden anwendet, zum „humanen Wesen, das für eine humane Situation verantwortlich ist“, werden.

„Die wirkliche Bedeutung ist die ‚interpersonale Beziehung‘, das Wachstum und die Veränderung in allen Beteiligten, Lehrern und Schülern gleichermaßen. Der Beitrag des Schülers ändert sich entsprechend: er vermittelt den Reichtum seines unbewussten Wissens, und das nimmt der Lehrer an und respektiert es. Der Lehrer vermittelt während er lehrt und der Schüler während er lernt.“

### Lernen in Gruppen
Elisabeth Paul hat bereits im Zusammenhang mit der Disziplin auf die Bedeutung von Gruppenprozessen aufmerksam gemacht. Die Gruppe konstituiert für sie den vom zuvor skizzierten Lehrertyp angeleiteten Arbeitszusammenhang, in dem eine Atmosphäre von Harmonie, Frieden und Ordnung herrscht. Lernen wird für die Kinder dadurch von äußeren Zwängen befreit. Das zusammen „gibt den Kindern ein Gefühl von Leistung, die die Belohnung in sich trägt. Die Gruppe braucht daher keine Anregungen von außen und keine äußeren Anreize wie etwa Wettbewerb: sie schafft und lebt durch ihre eigenen Werte, die durch eine Zwei-Wege-Kommunikation übertragen werden – vom Lehrer zum Schüler und vom Schüler zum Lehrer.“ (Paul (1962), S. 142)
Auch Paul sieht, dass derartige Gruppenprozesse besser bei jüngeren Schülern funktionieren als bei älteren, und stellt sich die Frage, wie Gruppendynamik und eher akademisch geprägtes Arbeiten miteinander in Einklang gebracht werden können. Sie lässt sich dazu inspirieren von ihrem Interesse an audio-visuellen Methoden und integriert dies in einen Unterricht mit alters- und leistungsheterogenen Großgruppen. Am Beispiel des Französischunterrichts stellt sich das so dar:

„In unserem besonderen Fall versammeln sich zwischen 60 und 70 Kindern zu einem Zeitpunkt, der "Französisch ohne Lesen" benannt wurde, in einem Raum, der mit einer kleinen Bühne, einem Fernseher, einem Tonbandgerät, einem Filmprojektor und Filmen ausgestattet ist. Diese große Gruppe von Kindern, die von zwei oder drei zweisprachigen französischen Lehrern geleitet wird, trifft sich über eine lange Zeit. Unter diesen Umständen, wenn die verschiedenen Leistungsniveaus zu interagieren beginnen, entsteht eine Atmosphäre, in der der Fluss der Sprache kontinuierlich wird und die Sprache in all ihrer Komplexität als Ganzes erlebt wird. Von den Jüngeren dramatisierte Märchen, die vor den Aufzeichnungen in der Klasse erlernt und vor den älteren Schülern aufgeführt wurden, ermutigten zu guten Ausführungen. Das Ohr der älteren Schüler ist schon so ausgebildet, um zu erkennen, dass die Intonation der jüngeren Kinder genauer ist als ihre eigene und dass diese natürlich weniger gehemmt sind. So können die älteren Kinder von der sprachlichen Geschicklichkeit der Jüngeren profitieren. Die Stücke werden dann auf Band aufgenommen und für mündliche Übungen mit den Jüngeren abgespielt, die das sehr genießen.“

Für Paul ist das ein natürlicher Weg, um die Kultur einer Sprache zu durchdringen, und der Gebrauch mechanischer Hilfsmittel dränge in keiner Weise die wichtige Rolle des Lehrers in den Hintergrund. Der müsse Gruppenlehrer sein und zugleich weit mehr sein als ein Sprachlehrer, der nur seinem Lehrbuch folge. Er müsse handeln, improvisieren stimulieren und die Kinder mit Situationen konfrontieren, die ihnen das Gefühl vermitteln, in einem fremden Land sein. Den Kindern müsse dabei immer das Gefühl der Leichtigkeit erhalten bleiben, sie müssten konzentriert mitarbeiten, ohne sich der ihnen abverlangten Konzentration bewusst zu werden. Gelinge dies, dann mache ein solcher Gruppenunterricht den Kindern richtig Spaß und setze relative Energien frei, die es Lehrern und Lernenden ermöglichen, ihre Aufgabe auf eine neue und andere Weise zu bewältigen. Eine solche kontinuierliche Bewusstseinserweiterung decke bis dahin unbekannte geistige Sphären auf, öffne sie für mehr Selbsterkenntnis und Selbsterfahrung und kulminiere schließlich in einem Reifungsprozess, der sich im weiteren Leben fortsetze. (Paul (1962), S. 144)

Dieses bislang recht optimistisch klingende und neue Ansätze betonende Konzept erfährt am Ende – knapp zwanzig Jahre nach dem Ende des Zweiten Weltkriegs, die jugendliche Gegenkultur begann sich weltweit zu entfalten, Beatles und Rolling Stones waren auf dem Weg, das musikalische Geschehen zu dominieren – eine reichlich kulturpessismistische Wendung: 

„Erziehung ist heute herausgefordert, ihre Struktur unter der Perspektive einer schnelllebigen Welt zu überprüfen und die jüngere Generation zu begeistern, um die Langeweile und die Frustration zu durchbrechen, die die Ursache ihrer Revolte sind. Nur durch das Verfolgen der gemeinsamen alltäglichen Aufgaben, der anstehenden Sache treu bleibend und sie auf die überwältigenden zukünftigen Problemen ausrichtend, wird die Erziehung die Anforderungen unserer Zeit erfüllen und die jüngere Generation für eine Zukunft vorbereiten, die sich vor ihr mit spannenden Möglichkeiten öffnet, die aber auch eine Horrorvision präsentiert, die bedrohlicher ist als alles, womit sich jede frühere Generation jemals auseinandersetzen musste.“

## Die St. Mary’s School im Laufe ihrer Geschichte

### Die Anfänge in der Vorkriegszeit
Die 1937 neunjährige Priscilla Wilder besuchte die Schule, die sich damals in Belsize Park Gardens in London befand. Wilders Erinnerungen nach bestand die Schule aus zwei angrenzenden Häusern. Die Schüler waren meist Kinder von Künstlern, darunter Ellen, die Tochter von Stella Adler und ein Sohn des Sängers Paul Robeson. Englisch, Deutsch und Französisch wurden bereits von den untersten Klassen an unterrichtet, Naturwissenschaften und Sport waren nicht so präsent. Es gab aber schon die Möglichkeit, Tennis zu spielen oder zum Schwimmen zu gehen. Die Schule war zu dieser zeit noch eine reine Tagesschule.
Die erste, nur zweijährige, Schulphase endete sehr abrupt am 3. September 1939, als Großbritannien Deutschland den Krieg erklärte.

### Die Kriegsjahre
Dass die St. Mary's School in ihrer Gesamtheit evakuiert wurde, war keine Selbstverständlichkeit, wie Ernie Weiss in seinen Erinnerungen anmerkt:

„Vielleicht sollte man erklären, dass nur eine kleine Minderheit von Kindern bei Kriegsausbruch mit ihren Schulen evakuiert wurde, als der Krieg ausbrach. Das gab es nur bei Privatschulen und hauptsächlich für diejenigen, deren Eltern sich die Schulgelder leisten konnten. Massen-Evakuierungen begannen mit dem Beginn der Bombardierungen während des Blitzkrieges mehrere Monate nach Kriegsausbruch. Viele Kinder wurden aus London und den größeren städtischen Industriegebieten evakuiert, um dem Schlimmsten des ‚Blitzkrieges‘ zu entkommen. [Eine zweite Welle der Evakuierung fand im Jahre 1944 statt, als die V1 (‚doodlebugs‘) Kent und den Großraum London angriffen.]“

Weiss weist darauf hin, dass die meisten Londoner Kinder nicht mit ihren Schulen evakuiert, sondern ohne ihre Eltern zu Pflegeeltern verschickt worden seien, überwiegend in ländliche und weniger industrialisierte Provinzgebiete. Viele seien nach Nordengland geschickt worden und hätten dort die örtlichen Schulen besucht, wo sie häufig mit Vorurteilen seitens der örtlichen Bevölkerung konfrontiert gewesen seien. Die Evakuierung der St. Mary’s School erweist sich aus dieser Sicht als ein Privileg.
Wie schnell ein solches Privileg in Frage gestellt werden konnte, berichtet Ernie Weiss am Beispiel seiner Schwester, die zusammen mit ihm die St. Mary’s School besuchte. 1940 wurde der Vater der beiden in einem Lager interniert: „Aus diesem Grund, mit dem daraus resultierenden Mangel an Geld, musste meine Schwester Marian nach Hause zurückkehren und eine örtliche staatliche Grundschule in Highgate Village besuchen, um Kosten zu sparen.“ Drastisch beschreibt er im Anschluss daran die Schule, in die seine Schwester nun gehen musste und macht damit auch noch einmal eindringlich klar, für welch anderes pädagogisches Konzept die St. Mary's School stand: „Als ich Marians ‚neue‘ Schule sah, war ich entsetzt. St. Michael's Primary School hatte getrennte Eingänge für Jungen und Mädchen, vor denen sie in Reihen draußen warten mussten, bis die Glocke ging, unabhängig vom Wetter. Die Klassengrößen lagen oft über 40, Lernen war weitgehend von Routine bestimmt und Disziplin wurde mit der Androhung körperlichen Bestrafung erzwungen. Der Rohrstock wurde viel gezeigt und oft benutzt! Dieses veraltete und zerstörerische System war nicht untypisch für die staatliche britische Bildung in der Mitte des zwanzigsten Jahrhunderts – ein Regime entworfen, um zu demütigen und zu unterwerfen.“

#### Evakuierung an die Südküste
Die Schule zog zunächst – noch unter der Leitung von Elisabeth Paul und Enna Curry – in die in der Nähe gelegene Wedderburn Road. Die eigentliche Evakuierung erfolgte dann unmittelbar darauf. Die Schule zog in ein Haus in dem kleinen Ort Beesands an der Küste von Devon. Viele der Schüler sollen damals aus jüdischen Flüchtlingsfamilien gekommen sein, die aus Deutschland entkommen waren.
Einige weitere Details über den Aufenthalt in Beesands steuert Priscilla Wilder bei. So waren damals auch Eltern und Verwandte mitgekommen, um die Schule zu unterstützen. „Meine Mutter war als Lehrerin mitgekommen, und sie wurde von meiner Tante Margie, der Schwester meines Vaters begleitet, die die Hauswirtschaft/Küche unterstützte. Ich schlief in einem Zimmer in einer Fischerhütte zusammen mit meiner Mutter und meiner Tante. Wir haben alle das gleiche Federbett geteilt, das ich als wunderbar warm in Erinnerung habe!“
Der Aufenthalt in Beesands mag sicherer als in London gewesen sein, doch die Auswirkungen des Krieges waren auch hier deutlich zu verspüren – als Mangel und durch allgegenwärtige Gefahren:

„Schulbedarfsartikel waren knapp bis nicht vorhanden. Wir haben Schiefer aus einem lokalen Steinbruch zu Schreibzwecken benutzt und wir teilten uns ein paar Lehrbücher. Es gab keine Bibliothek in der Stadt und Bücher wurden geliehen. Wir konnten nicht schwimmen, da der Strand vermint war und die Fischer nur wenig Platz hatten, um ihre Boote vor Minenunfällen zu schützen. Der Strand wurde von der ‚Luftwaffe‘ beschossen, aber keine Minen explodierten, und ich erinnere mich an keine Verletzungen bei den Kindern oder Fischern. Die größten Probleme für alle war die von im Ärmelkanal gesunkenen Schiffen verursachte Ölpest. Das Öl durchtränkte die Seevögel und vergiftete den Fisch. Die Fischer hätten in ihren Netzen nur große Teerbälle herausgezogen und durch sie verseuchte Fische und Krabben. Letztendlich fingen sie nur wenige Krabben, obwohl Beesands berühmt war für große Vorkommen dieser Kreaturen.“

Optimistischer als Priscilla Wilder erinnert sich Ernie Weiss an die Zeit in Beesands:

#### Umzug in Englands Westen
Offenbar bedingt durch die Kriegsereignisse erfolgte eine erneute Verlagerung der Schule – weg von der Küste, hinein ins westenglische Inland, Yarkhill Court in der Nähe von Hereford. Wann das genau war, bereits nach Frankreichs Niederlage oder erst später im Vorfeld der Landung der Alliierten in der Normandie, ist unklar. In Priscilla Wilders sehr detaillierten Erinnerungen heißt es: „Die Nacht vor dem D-Day wurden wir nach Yarkhill in Herefordshire evakuiert. Der Zug hielt in Bristol an, das in der Nacht zuvor durch Brandbomben praktisch flach gemacht worden war. Feuer brannten überall und ich erinnere mich, Angst gehabt zu haben, weil meine Großmutter dort lebte. Mein Vater war auf dem Bahnsteig und sagte uns, dass die Familie in Sicherheit wäre.“
Die Schule blieb in Yarkhill Court bis zum Ende des Krieges. Yarkhill Court war ein kleines viktorianisches Herrenhaus neben einem Bauernhof und nahe dem Fluss Frome. Die Unterbringung erstreckte sich über drei Etagen, aber es gab nur ein Badezimmer. Die Schüler konnten freiwillig im Küchengarten arbeiten, sie konnten beim Hopfenpflücken helfen, und es gab Töpferklassen. Die Scheune wurde benutzt, um Schauspiele in französischer und deutscher Sprache aufzuführen. Am Halbjahreswochenende durften die Schülerinnen und Schüler auf öffentlichem Gelände „wild“ zelten, und Heinrich Paul trat in London der Home Guard bei.
Ernie Weiss berichtet, dass die Schule trotz der Kriegsjahre viele neue Schülerinnen und Schüler dazugewonnen habe. Ebenfalls kamen neue Lehrkräfte dazu, und die Form des Unterrichts veränderte sich: „Als wir älter wurden, wurden unsere Klassen formaler als die in Beesands. Es gab eine starke Betonung der Sprachen und der Künste – aber weniger die harten Wissenschaften. Lernen erfolgte in der Regel in gemischten Alters- und Fähigkeitssitzungen, und wir wurden in kleine Gruppen aufgeteilt, um unsere eigenen Themen, Probleme und Projekte zu bearbeiten. Wir hatten wöchentlich Rechtschreibspiele am runden Tisch, und ich werde niemals vergessen, wie man ‚unnecessary‘ schreibt, denn das ging mindestens viermal um den Tisch mit etwa 14 von uns, bevor die richtige Antwort gegeben wurde.“
Wohl auch ein Zeichen des Wachstums der Schule war es, dass gegen Ende des Krieges noch Schüler ausquatiert wurden, weil das eigentliche Schulgebäude zu klein geworden war. Sechs Jungen zogen deshalb zu einer alleinstehende Frau, etwa eine Meile von der Schule entfernt. „Es gab kein Bad oder fließendes Wasser, nur außen eine Handpumpe und ein Plumpsklo nach traditioneller ländlicher Art mit zwei Sitzen über der Erde und auf dem höchsten Punkt des typischen und schönen Hausgartens.“
Für Ernie Weiss, dessen Erinnerungen an die St. Mary's School durchweg positiv waren, war das Kriegsende zugleich das Ende seiner Schulzeit an der St. Mary's School.

„Der Krieg in Europa endete, als ich 12 war, etwa zwei Monate vor dem Ende eines weiteren Schuljahres. Es war Zeit, in die Sekundarstufe zu wechseln, wofür meine Eltern einen Schulwechsel für besser hielten, da es nur wenige qualifizierte Sekundarlehrer an der St. Mary's gab. Daher bin ich auf die Beltane School gegangen, eine andere unabhängige, aber viel größere und fortschrittlichere Schule […]. Meine Zeit an der St. Mary's war glücklich gewesen, trotz der kriegsbedingten Umwälzungen und trotz dessen, dass einige von uns in einem viel früheren Alter als normal zu Internatsschülern gemacht worden waren.
 Wir wurden alle gut betreut, gut behandelt und geschützt vor dem Schlimmsten des Blitzkrieges. Obwohl ich nicht die Aufnahmeprüfung für die Public School geschafft hätte, gelang dies ein paar helleren Schülern, so dass ich vermute, dass wir eine vernünftige Grundausbildung erhalten haben, mit einer soliden Grundlage, um sich zu anständigen Mitgliedern der Gesellschaft zu entwickeln. Vor allem aber, die meisten von uns waren glücklich und vor Kriegsschäden geschützt gewesen.“

### Die Schule in der Nachkriegszeit
Nach dem Ende des Zweiten Weltkrieges kehrte die Schule 1946 nach London zurück und wurde zur St. Mary’s Town & Country School. Die Tagesschule wurde in zwei großen Häusern in der Eton Avenue 38-42 wiedereröffnet, und im Jahr darauf eröffnete ein Land-Zweig in Stanford Hall in der Nähe von Rugby.

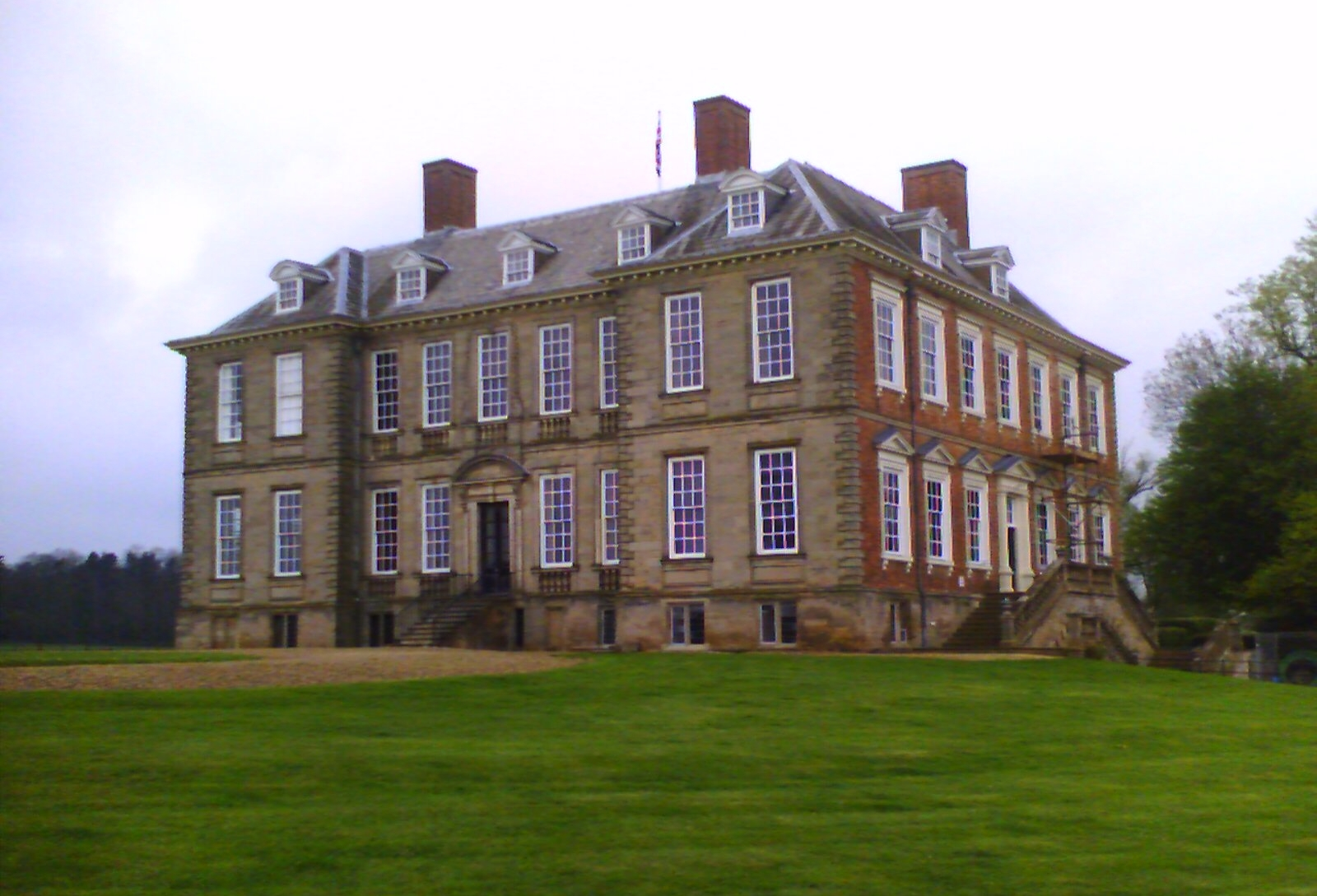
Stanford Hall

Die erfolgreichste Zeit für die Schule hatte begonnen, und Heinrich und Elisabeth Paul bildeten nun die Schulleitung. In dieser Zeit gewann der theoretische Unterricht an Gewicht, mehr wissenschaftliche Fächer wurden eingeführt. Das große malerische Gelände wurde genutzt, und es gab mehr Sport: Reiten, Tennis, Fußball und Leichtathletik wurden eingeführt. Der große Ballsaal wurde genutzt, um Möglichkeiten für Musik und Tanz zur Verfügung stellen zu können. Die beiden Schulen wurden in enger Verbindung zueinander geführt, Schüler und Mitarbeiter wechselten zwischen beiden.
Im Jahr 1949 verließ die Schule die renovierungsbedürftige Stanford Hall und setzte ihre Arbeit in der Londoner Eton Avenue fort, wurde aber immer noch St. Mary's Town und Country School genannt. Elisabeth Pauls Residenz und ein Internat wurden in Belsize Park Gardens eingerichtet.
Im Jahre 1954 wurde in der Nähe von Chinnor in den Chiltern Hills das Anwesen Hedgerley Wood (Lage) erworben. Zu Hedgerley Wood, das mit einem kleinen Schwimmbecken und allen Einrichtungen für Spiele und Projekte übernommen worden war, gehörte auch ein großes Waldgebiet. Es war ein Wochenendhaus für eine kleine Gruppe von Internats- und Tagesschülern und auch für eine französisch-englische Sommerschule für Kinder. Die untere Jahrgangsstufe („Junior School“) verbrachte mit ihren Klassenlehrern im Sommerhalbjahr regelmäßig eine Woche oder mehr dort.
Die Schule war weiterhin populär und wurde 1960 als leistungsfähig („efficient“) staatlich anerkannt. 1969 wurde vorgeschlagen, ein Haus an der Glenloch Road, das früher für Internatsschüler, für Lehrerunterkünfte und als Labor benutzt wurde, für den Schulbetrieb einzurichten. Während 1951 144 Mädchen und Jungen aller Altersstufen, darunter 17 Internatsschüler, die Schule besuchten, waren es 1974 186 Mädchen und Jungen im Alter von 4 bis 16 Jahren.

### Das Ende der Schule
Um die Jahreswende 1979/1980 herum hielten sich zwei ehemalige Schüler der St. Mary's School in London auf und nahmen die Gelegenheit wahr, einmal wieder ihre alte Schule, deren Schüler sie Ende der 1960er Jahre gewesen waren, und Elisabeth Paul zu besuchen.

„Wir kamen an einem kalten Wintermorgen an den uns vertrauten Stufen an und klingelten. Nach einer Weile antwortete eine Frau an die Tür, die sich als Frau ‚A‘ entpuppte, die es in zwischen von der Köchin zur Lehrerin befördert worden war. Sie sagte uns, dass sich die Schule in den vergangenen Jahren stark verschlechtert hätte und dass es nur noch ein paar Dutzend Schüler gäbe. Sie bot uns an, uns mit nach oben zu nehmen, um Frau Paul zu sehen. Sie würde uns gerne sehen, sagte Frau A.
Wir kletterten die steilen Holztreppen hinauf, und ich erkannte, dass ich, während ich ein Schüler war, noch nie so hoch oben gewesen war, so nahe an Frau Pauls ‚Machtzentrum‘. Ich fühlte mich etwas nervös. Wir wurden in einen sehr dunklen Raum geleitet, und da saß Frau Paul, Haufen weißer Haare waren an ihrem Kopf festgesteckt, geradlinig nach hinten, die Augen stechend. Wir erklärten, wer wir waren und warum wir gekommen waren, aber es war uns sehr bald klar, dass Frau Paul keinen Kontakt zur Realität mehr hatte. Sie hörte uns schweigend zu und fing dann an, uns von ihrem Leben zu erzählen. Sie würde von Engeln besucht, sagte sie. Sie kämen zu ihr, um sie zu beruhigen. Der Dichter Verlaine würde zu ihnen gehören und Herr Neville (wir hatten nicht gewusst, dass er tot war). Sie sprach etwas mehr über die Schule, aber ich hörte nicht wirklich zu. Ich dachte, wie traurig es war, dass sie dort in ihrer wunderbaren Schule saß, die um sie herum zusammenbricht.
Ich erinnere mich nicht, was Ginny und ich sprachen, als wir gingen. Frau Paul und ihre Engel waren beides, lächerlich lustig und schmerzhaft traurig, aber ich kann mich nicht erinnern, ob wir lachten oder weinten oder beides.“

Was diesen beiden ehemaligen Schülern aufgefallen war, blieb der staatlichen Schulaufsicht offenbar verborgen, obwohl die Schule „nach Auskunft des Erziehungsministeriums (Education Department) von den Inspektoren ‚ziemlich häufig in den letzten Jahren besucht‘“ worden sei. Erst zum Ende des Sommerhalbjahres 1982 wurde die St. Mary's School durch die Schulaufsicht geschlossen. Zu diesem Zeitpunkt wurde sie gerade noch von sieben Schülern besucht, und: „In den letzten Tagen der ‚Town and Country‘ gab es sieben Lehrer, einen pro Kind, die im Allgemeinen ohne Lohn arbeiteten, nur um die Kinder durch O-Levels zu bekommen.“
Die Schließung der Schule hatte zwei Ursachen, die sich wechselseitig verstärkten: Die Untätigkeit der staatlichen Schulaufsicht und das zunehmend unberechenbar werdende Verhalten der zum Zeitpunkt der Schließung siebenundachtzigjährigen Elisabeth Paul, die weiterhin die Schule leitete.
Mitte der 1970er Jahre wurde in England die staatliche Aufsicht über die Privatschulen stark zurückgenommen. Die letzte große Überprüfung der St. Mary's School erfolgte vor 1976. In dem Jahr dann wurde das Überprüfungssystem so umgestellt, dass die staatlichen Inspektoren nur noch auf die Einhaltung formaler Standards achten durften, die Schule in ihrer Gesamtheit, einschließlich ihrer finanziellen Verhältnisse, aber nicht mehr prüfungsrelevant war. So störten sich die Inspektoren auch nicht an dem immer seltsamer werdenden Lehrer-Schülerverhältnis, im Gegenteil: Nach ihrem letzten Besuch im Jahr 1981, als sie die stark fallenden Einschreibungen bemerkten und ihnen, wie ehemalige Lehrer sagen, von der schwierigen Situation berichtet wurde, in die die Schule gekommen war, beschlossen sie, nichts zu tun, was die unvermeidliche Schließung beschleunigen würde.
Es war dann auch nicht die längst unhaltbar gewordene Schulsituation, die zur Schließung führte, sondern Steuerschulden. Ob mit Absicht oder weil sie die Situation überhaupt nicht mehr einschätzen konnte: Elisabeth Paul hatte wohl schon länger keine Pachten für die Schulgebäude mehr bezahlt, Lohnzahlungen an Lehrer standen aus, und vor allem war auch keine Lohnsteuer mehr abgeführt worden, so dass zum damaligen Zeitpunkt (Juli 1982) offene Forderung in Höhe von GBP 84.000 bestanden, damals etwa 360.000 DM.
Zwei verbliebene Lehrerinnen erzählten gegenüber dem Daily Telegraph, dass die Schulleiterin zunehmend „selbstherrisch und introvertiert“ geworden sei. Sie wäre nicht mehr bereit gewesen, Hilfe anzunehmen oder sich bei finanziellen Angelegenheiten beraten zu lassen. Stattdessen habe sie es vorgezogen, laut Texte von Victor Hugo vorzulesen.
Wie wenig Elisabeth Paul zu dem Zeitpunkt noch in der Lage war, ihre Situation zu begreifen, macht der Umstand deutlich, dass sie trotz der Schließung noch darauf bestand, die Schule wieder zu eröffnen „sobald die Sache mit den Geschäftsschulden erledigt ist“. Um dieses Ziel nicht zu gefährten, verschwieg sie auch ihr wahres Alter, denn „wenn die Kinder wüssten, wie alt ich bin, durfte ich keine Schulleiterin mehr sein“.
Gleichwohl war Elisabeth Paul zu dieser Zeit noch sehr vermögend. Margot Norman berichtet von zwei großen Häusern in Hampstead, einer Immobilie in Südfrankreich und einem Haus in Oxfordshire mit 15 Hektar Land. Letzteres war wohl immer noch Hedgerley Wood, das einst für den Country-Teil im Schulnamen stand. Doch dieses Vermögen war nun eingefroren, und die alte Dame saß in ihrem Haus in Belsize Park Gardens, elegant gekleidet und von Büchern umgeben, lebt nach eigenen Vorstellungen von Ziegenkäse, Honig und Tomatensuppe, weigert sich, in die Nähe eines Arztes zu gehen, benutzte keine Seife oder Zahnpasta (sie putzt sich die Zähne mit den Fingern), bekannte sich weiterhin zur Alexander-Technik und wartete darauf, dass die Gesetze ihren Lauf nahmen und sie noch einmal eine Chance bekäme.
Über die Zeit zwischen September 1982 und November 1985 gibt es keine weiteren Berichte. Am 1. November 1985 erschien im Hampstead & Highgate Express ein Artikel mit der Überschrift: „Das Haus einer bankrotten Frau wurde ‚zum Schnäppchenpreis‘ verkauft.“ Elisabeth Paul wird darin als seit Beginn des Jahres „geistig krank“ beschrieben, und es geht in dem Artikel um die Hintergründe des Verkaufs ihres Hauses in Belsize Park Gardens. Fakt ist, dass dieses Haus auf Betreiben des Konkursverwalters im Juli 1985 für GBP 225.000 verkauft worden war und nun, nur wenige Monate später, von den neuen Besitzern für GBP 350.000 erneut zum Verkauf angeboten wurde. Wie das passieren konnte, wo doch die Schulden von Frau Paul inzwischen bei etwa GBP 300.000 gelegen haben sollen, bleibt ungeklärt. Ein Regierungssprecher vermerkte dazu nur lapidar: „Die Priorität der Treuhänder ist es, die Vermögenswerte für die Gläubiger so schnell wie möglich zu realisieren. Die Tatsache, dass das Haus jetzt für mehr Geld auf dem Markt ist, ist eine ganz andere Sache.“
Elisabeth Paul hat von all dem vermutlich nichts mehr mitbekommen, auch nicht davon, was aus ihrem restlichen Besitz (Hedgerley Wood und das Haus in Südfrankreich) geworden ist. Gemäß ihrer Todesurkunde verstarb sie am 4. Februar 1991 im Londoner „Elmhurst Residential Home“, einer Einrichtung, die heute auf Demenz und Alzheimererkrankung spezialisiert ist an Lungenentzündung (Bronchopneumonie). Sie war fast 96 Jahre alt geworden.

## Schülerinnen und Schüler & das Lehrpersonal
Es gibt einige Aussagen über die Schülerinnen und Schüler der Schule, die sich nicht oder nur sehr unzulänglich verifizieren lassen: Ob es zum Beispiel vor allem Kinder von Künstlern waren, die die Schule besucht haben, oder ob vor und während des Zweiten Weltkriegs Emigrantenkinder aus dem Deutschen Reich besonders zahlreich vertreten waren. Sicher aber scheint das zu sein, was Ernie Weiss (siehe oben) recht deutlich beschrieben hat: Die Eltern mussten in der Lage sein, das Schulgeld für diese Privatschule bezahlen zu können. Andererseits gibt es auch niemanden, der im deutschsprachigen Raum so bekanntgeworden wäre, dass es lohnen würde, hier besonders zu erwähnen. Es gibt jedoch eine sehr umfangreiche Übersicht über die vielen Schülerinnen und Schüler der Schule auf der Alumni-Webseite der St. Mary’s School.
Einer der ehemaligen Schüler soll hier dennoch erwähnt werden: Norman Barrington. Ihm sind die Webseiten über die St. Mary's School zu verdanken, auf der dann viele Ehemalige ihre Erinnerungen an die Schule zusammengetragen haben. Der am 14. Februar 1952 geborene Norman Barrington, der die Schule von April 1961 bis Juli 1968 als Internatsschüler besuchte, gehörte zu den Pionieren der Piratensender und hat lange auch für Radio Caroline als DJ gearbeitet. Er lebt heute in Schottland.
Auch die Liste der Mitarbeiterinnen und Mitarbeiter der Schule ist sehr umfangreich. Ob sie eine Bedeutung über die Schule hinaus hatten, lässt sich kaum beurteilen. Einzige Ausnahme: Harrison Birtwistle, der als einer der maßgeblichen modernen Komponisten Englands gilt. Von wann bis wann er allerdings an der St. Mary’s School wirkte, ist nicht bekannt.

## DieSt. Mary’s Schoolim Film
Im Rahmen eines BBC-Projekts entstand 1966 ein Film über zwei Kinder, einen Jungen und ein Mädchen, die beide im Gibson Square in Islington lebten. Der junge stammt aus der Arbeiterklasse und lebt in einer Kellerwohnung, das Mädchen wohnt in einem großen Haus und besucht eine Privatschule. Die Eltern dieser zwei Kinder reden über die Ausbildung, die sie ihren Kindern geben und über ihre Erwartungen an das, was ihre Kinder tun werden, wenn sie die Schule verlassen. Die Arbeiterfamilie schickt ihren Sohn auf eine öffentliche Schule und hat wenige Vorstellungen von den dort verwendeten Bildungsmethoden. Die Familie aus der Oberschicht hat dagegen beschlossen, ihre Tochter auf eine private progressive Schule zu schicken.
Der gesamte Filmbeitrag ist im BBC-Archiv nicht mehr vorhanden, doch der oben schon erwähnte Norman Barrington kam in den Besitz einer Kopie und hat daraus einen Ausschnitt von etwa acht Minuten bearbeitet – eben jenen, der das zuvor erwähnte Mädchen aus der Oberschicht in seiner Schule, der St. Mary's School, zeigt. Es werden verschiedene Einstellungen vom Schulalltag gezeigt: Kinder beim Vorlesen selbstverfasster Geschichten, Ausschnitte aus dem Französischunterricht etc., und Schulleiterin Paul spricht über die Ziele der Schule und ihre Methoden. Der Film ist ein kurzes, aber recht eindrucksvolles Dokument, der auch einen guten Eindruck von der Persönlichkeit Elisabeth Pauls vermittelt. Standbilder daraus, die die zu diesem Zeitpunkt siebzigjährige mit Aufnahmen aus den Jahren 1928 und 1932 kontrastieren, sind auf der Schul-Homepage zu sehen.